# Beli Breg, Aleksinac
Beli Breg (izvirno srbsko Бели Брег) je naselje v Srbiji, ki upravno spada pod Občino Aleksinac; slednja pa je del Niškega upravnega okraja.

## Demografija
V naselju živi 242 polnoletnih prebivalcev, pri čemer je njihova povprečna starost 52,5 let (50,8 pri moških in 54,3 pri ženskah). Naselje ima 101 gospodinjstev, pri čemer je povprečno število članov na gospodinjstvo 2,66.
|  |

| Demografija | Demografija     | Demografija     |
| Leto        | Št. prebivalcev | Št. prebivalcev |
| ----------- | --------------- | --------------- |
|             |                 |                 |
|             |                 |                 |
|             |                 |                 |
|             |                 |                 |
| 1948        | 611             |                 |
| 1953        | 598             |                 |
| 1961        | 577             |                 |
| 1971        | 511             |                 |
| 1981        | 457             |                 |
| 1991        | 375             | 375             |
| 2002        | 270             | 269             |
|             |                 |                 |

| Etnična sestava po popisu iz leta 2002 | Etnična sestava po popisu iz leta 2002 | Etnična sestava po popisu iz leta 2002 | Etnična sestava po popisu iz leta 2002 | Etnična sestava po popisu iz leta 2002 |
| -------------------------------------- | -------------------------------------- | -------------------------------------- | -------------------------------------- | -------------------------------------- |
| Srbi                                   | Srbi                                   |                                        | 265                                    | 98,51%                                 |
| Makedonci                              | Makedonci                              |                                        | 3                                      | 1,11%                                  |
| Jugoslovani                            | Jugoslovani                            |                                        | 1                                      | 0,37%                                  |
| Neznano                                | Neznano                                |                                        | 0                                      | 0,0%                                   |